# Rutelisca flohri
Rutelisca flohri är en skalbaggsart som beskrevs av Bates 1888. Rutelisca flohri ingår i släktet Rutelisca och familjen Rutelidae. Inga underarter finns listade i Catalogue of Life.